# Onda estacionária (meteorologia)

O vento flui sobre uma montanha e produz a primeira ondulação (A). As ondas seguintes terão menor amplitude devido ao amortecimento natural. Nuvens Lenticulares surgem próximas ao topo de cada ondulação (A) e (B), imóveis a despeito do forte vento.

Ondas Estacionárias são ondulações de um fluxo de ar na atmosfera. A forma mais comum são as ondas orográficas, na verdade ondas de gravidade internas da atmosfera.  Elas foram descobertas em 1933 por dois pilotos de planador alemães, Hans Deutschmann e Wolf Hirth, acima da cadeia das Montanhas dos Gigantes.
São mudanças periódicas de pressão atmosférica, temperatura e altura ortométrica em um fluxo laminar de ar, causadas por uma perturbação vertical, por exemplo de origem orográfica, quando o vento sopra sobre uma montanha ou cordilheira. Elas também podem ser causadas pelo vento fluindo sobre um planície ou platô seguido de uma baixada íngreme, ou ainda por ventos superiores defletidos por uma térmica ou estrada de nuvens.
A perturbação orográfica força um movimento ondulatório a sotavento, de forma análoga à ondulação produzida na superfície da água em corredeiras, atrás de uma pedra ou rocha submersa próximo da superfície.
Elas sempre ocorrem em grupos a sotavento da perturbação orográfica que a causaram.
Normalmente um vórtice horizontal turbulento é gerado logo após a baixada da primeira ondulação, o chamado rotor, às vezes visível como nuvem rotora.
As mais fortes ondas estacionárias são produzidas quando o gradiente térmico mostra que a camada de ar em movimento é estável, a velocidade do vento aumentando com a altitude e a direção do vento na superfície ou topo da perturbação orográfica está no máximo a 30 graus da sua perpendicular. A existência de camadas instáveis tanto abaixo como acima da corrente laminar em movimento produz as melhores condições para ondulações posteriores à inicial.

## Nuvens
Tanto a onda estacionária como o rotor podem ser marcados por formações de nuvens específicas se houver humidade suficiente na massa de ar e um deslocamento vertical suficiente para resfriá-la ao ponto de orvalho. Ondas estacionárias podem também se formar em ar seco, sem serem marcadas por nuvens. As nuvens de onda não se deslocam a sotavento como ocorre com outras nuvens, mas se mantêm em uma posição mais ou menos estacionária em relação à perturbação orográfica que gerou a onda. Tais nuvens estão em processo contínuo de formação e dissipação.

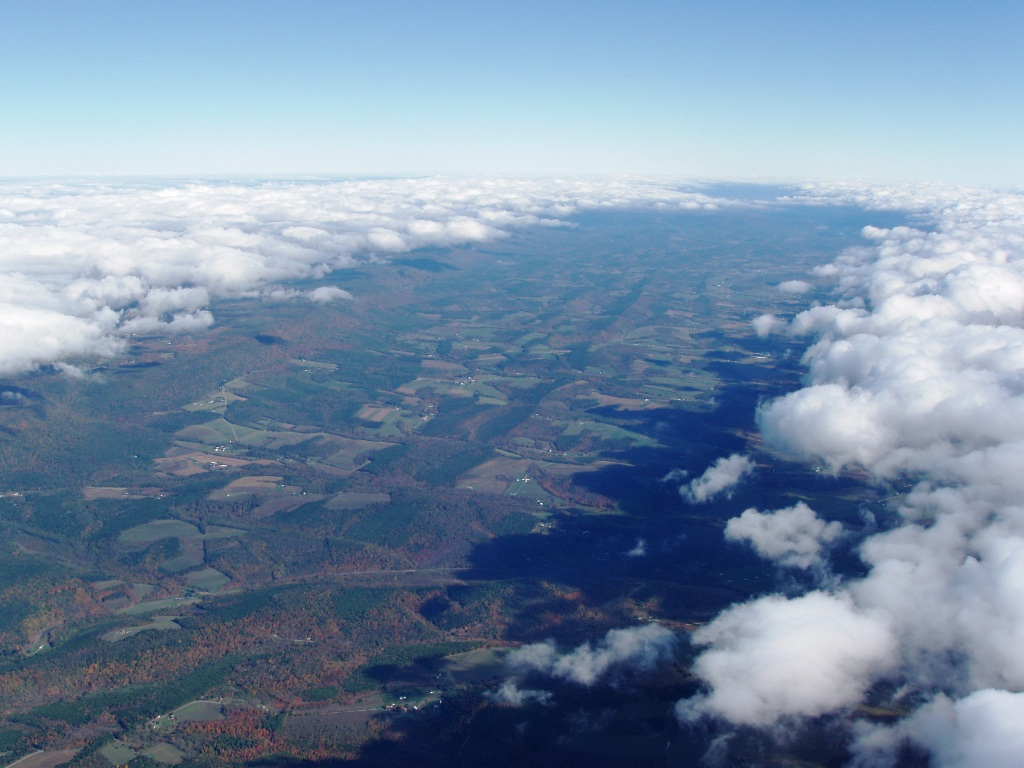
Uma janela de onda sobre o Bald Eagle Valley, centro da Pennsylvania, visto de um planador olhando em direção ao norte. O fluxo de vento é da esquerda para a direita da imagem. A Allegheny Front, que marca o fim do platô das Appalachians, está sob a margem esquerda da janela, onde o ar está descendo sobre o vale e sendo defletido para cima pouco antes da margem direita. A distancia entre as margens é 3-4 km. As nuvens à direita são nuvens rotoras.

- Próximo à crista da onda, o resfriamento e aquecimento adiabáticos podem formar uma nuvem em forma de lente (lenticular). Multiplas nuvens lenticulares podem se empilhar umas sobre as outras se houver camadas alternadas de ar seco e umido em altitude.
- O rotor pode formar uma nuvem cumulus ou cumulus fractus na sua parte ascendente, conhecida como "nuvem rotora". A nuvem rotora se parece com uma linha de cumulus como a faixa à direita na imagem ao lado. Se forma portanto à sotavento da perturbação orográfica e paralelamente à mesma. Sua base é aproximadamente na mesma altura da perturbação orográfica, mas seu topo pode estar bem mais alto (como na imagem ao lado), podendo mesmo se juntar à nuvem lenticular acima. Nuvens rotoras tem bordas bem irregulares em seu lado de sotavento e são severamente turbulentas.
- Um muro foehn pode existir sobre o topo da perturbação vertical, como que "escorrendo" para baixo na encosta no lado de sotavento, mas esta não é uma indicação confiável da presença de onda estacionária.
- Uma Nuvem Chapéu ou Pileus, similar a uma lenticular, pode ser formar acima da montanha ou da nuvem cumulus que gerou a onda.
- O Aquecimento adiabático na depressão de cada ondulação pode também evaporar as nuvens na massa de ar, criando a chamada janela de onda ou Fenda Foehn (centro da imagem ao lado).

## Aviação
Ondas estacionárias provêem uma ótima possibilidade aos planadores de enormes ganhos de altitude e percorrerem grandes distâncias. Recordes mundiais de velocidade, distância e altitude têm sido estabelecidos em planadores voando em ondas a sotavento da Sierra Nevada, Alpes, Andes Patagónicos, Alpes do Sul da Nova Zelândia. O Projeto Perlan está trabalhando no sentido de demonstrar a viabilidade de subir acima da tropopausa em voo não-motorizado usando Ondas Estacionárias, executando a partir daí a transição para as Ondas Estacionárias Estratosféricas. Eles conseguiram realizar o feito pela primeira vez em 30 de Agosto de 2006 na Argentina, subindo a uma altitude de 50 671 pés (15 447m). O Projeto Mountain Wave da OSTIV (Organisation Scientifique et Technique du Vol à Voile) se concentra na análise e classificação de Ondas Estacionárias e seus rotores associados.
As condições que favorecem fortes Ondas Estacionárias ideais para voo em planadores são:
- Aumento gradual da velocidade do vento com a altitude
- Direção do vento dentro de 30° da perpendicular da montanha
- Forte vento de baixa altitude em uma atmosfera estável
- Ventos no alto da montanha de pelo menos 20 nós

A turbulência do rotor pode ser perigosa para outras aeronaves de pequeno porte, tais como balões, asas delta e parapentes. Pode ser perigosa mesmo para aeronaves de grande porte; acredita-se que o fenômeno tenha sido responsável por vários incidentes e acidentes aeronáuticos, inclusive a desagregação em pleno ar do voo BOAC 911, um Boeing 707 próximo ao Monte Fuji, Japão em 1966, assim como a separação (perda) de um motor em pleno ar de um Boeing 747 cargueiro da Evergreen International Airlines próximo  a Anchorage, Alaska em 1993.
O ar ascendente da onda, que permite aos planadores atingirem grandes altitudes, também pode provocar um high altitude upset em jatos tentando manter o voo nivelado em meio à Onda Estacionária. O ar turbulento, em descida ou subida acima ou dentro de ondas estacionárias, pode causar excesso de velocidade ou estol em aeronaves motorizadas, resultando em perda de controle, especialmente em aeronaves operando próximo do chamado coffin corner.

## Outras variedades de ondas atmosféricas
Há uma variedade de tipos distintos de ondas que se formam em diferentes condições atmosféricas. Alguns tipos menos conhecidos são:
- Ondas induzidas por ressalto hidráulico - são uma variedade de onda que se forma quando existe uma camada baixa de ar mais denso a sotavento, porém relativamente rasa comparada à altura da montanha. Após sua passagem pela montanha, o fluxo descendente gera por fricção de fluidos uma espécie de onda de choque na camada mais rasa de ar e surge uma forte descontinuidade vertical chamada ressalto hidráulico, que pode ter várias vezes a altura da montanha. O mesmo atua como obstrução vertical à camada de ar estável em movimento acima, disparando a Onda estacionária primária. O ressalto hidráulico é similar a um rotor em termos de ser altamente turbulento, porém não tem localização tão definida e poder ser identificado por nuvens em rotação bastante altas. Foram observados cientificamente na Sierra Nevada[8] e em outras cadeias de montanhas no Sul da California durante o Sierra Rotors Project[9] iniciado em 2004 e do Terrain-induced Rotor Experiment (T-Rex)[10] iniciado em 2006.

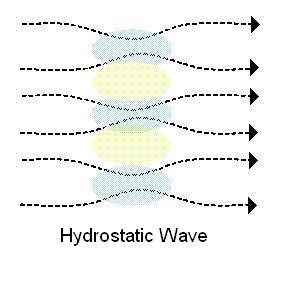
Onda Hidrostática (desenho esquemático)

- Onda Hidrostática (desenho esquemático)Ondas Hidrostáticas - são ondas que se propagam verticalmente sobre grandes obstruções. Em equilíbrio hidrostático, a pressão de um fluido pode depender apenas de altitude, não de deslocamento horizontal. Ondas hidrostáticas recebem esse nome devido ao fato que obedecem as leis da hidrostática, isto é, amplitudes de pressão variam primariamente na direção vertical, ao invés da horizontal. Enquanto ondas convencionais, não hidrostáticas, são caracterizadas por ondulações de ascensão e afundamento grandemente dependente de altitude, as ondas hidrostáticas são caracterizadas por ondulações de ascensão e afundamento em diferentes altitudes sobre a mesma posição no solo.
- Instabilidade de Kelvin-Helmholtz - pode ocorrer quando houver cisalhamento dentro de um fluido contínuo ou quando houver suficiente diferença de velocidade ao longo de uma região de fricção entre dois fluidos.
- Ondas de Rossby - (ou ondas planetárias) são movimentos de grande escala na atmosfera, cuja força restauradora é a variação no efeito de coriolis com a latitude.